# David Brion Davis
David Brion Davis (Denver, 16 febbraio 1927 – Guilford, 14 aprile 2019) è stato uno storico statunitense e un'autorità sulla schiavitù e la sua abolizione nel mondo occidentale.
Divenne professore emerito di storia all'Università di Yale, e fu fondatore e direttore del Yale Gilder Lehrman Center per lo studio della schiavitù, resistenza e sua abolizione. Autore ed editore di sedici libri e frequente contributore al The New York Review of Books, Davis ha giocato un ruolo principale nello spiegare la storiografia recente ad un vasto pubblico. I suoi libri sottolineano i legami religiosi e ideologici esistenti fra le condizioni materiali, gli interessi politici ed i nuovi valori. L'ideologia, a suo avviso, non è una distorsione deliberata della realtà o di una facciata per interessi materiali, ma piuttosto, una lente concettuale attraverso la quale gruppi di persone percepiscono il mondo che li circonda. Davis ha insegnato alla Yale nel periodo 1970-2001, dopo quattordici anni di docenza alla Cornell University. Ha tenuto un anno di lezioni, come professore Harmsworth all'Università di Oxford, presso il Center for Advanced Study in Behavioral Sciences di Stanford, e come primo presidente franco-americano della Fondazione per la civilizzazione americana all'École des hautes études en sciences sociales di Parigi.

## Biografia
Nato a Denver nel 1927, figlio del giornalista, romanziere e sceneggiatore Clyde Brion Davis e dell'artista e scrittrice Martha Wirt Davis, visse un'infanzia itinerante in California, Colorado, New York, ancora Colorado e infine Washington. Nonostante i frequenti spostamenti, Davis fu molto popolare tra i suoi coetanei. Nel 1938, quando la sua famiglia si trasferì per un anno a Carmel, in California, i suoi compagni lo elessero presidente di una sesta classe. Tre anni più tardi, venne eletto presidente della Hamburg, New York Junior High School, circa quarantasette anni prima di divenire presidente dell'Organization of American Historians. L'esperienza, accumulata nel corso della sua adolescenza, di continui spostamenti di residenza servì ad accrescere la sua consapevolezza del ruolo della contingenza nella vita delle persone e nella storia. Frequentò un corso superiore quinquennale in quattro anni. Nel 1943, dopo essersi trasferito a Manhattan da Beverly Hills, dove aveva ottenuto buoni risultati, si iscrisse alla Scuola Superiore di Scienze del Bronx alcune settimane dopo l'inizio delle lezioni. Impossibilitato a raggiungere quanto gli altri suoi compagni avevano nel frattempo appreso, divenne così depresso che prese in considerazione la possibilità di abbandonare gli studi ed arruolarsi nel corpo dei Marines. Per fortuna, verso la fine del termine per le iscrizioni, sua madre riuscì a iscriverlo alla McBurney Prep School, dove inizialmente fallì alcuni esami di medio termine, ma nei successivi tre semestri riuscì così bene che alla laurea ottenne la medaglia d'oro Robert Ross McBurney, il più alto premio della scuola. Questo gli consentì di entrare al Dartmouth, l'unico college in cui studiò quando era nell'esercito in Germania.
Dopo la laurea, nel giugno del 1945, all'età di 18 anni, fu arruolato e addestrato come  fante in preparazione di un'invasione del Giappone, prevista per l'autunno del 1945. Con la fine della guerra, fu assegnato all'occupazione in Germania nel periodo 1945-1946. Divenne un membro della polizia di sicurezza dell'esercito avendo superato un test di lingua tedesca, che aveva studiato al liceo. Dopo il servizio militare, Davis studiò al Dartmouth College, dove si laureò in filosofia con una tesi sulle più recenti concezioni della natura umana. A Dartmouth venne ammesso alla Phi Beta Kappa nel suo anno da junior e si laureò summa cum laude. Nell'estate del 1947, lavorò come autista di camion in una lavanderia e come giardiniere. Nel 1950-51, prima di iscriversi al programma in civiltà americana ad Harvard, Davis lavorò, per la maggior parte dell'anno, alla pianificazione e sorveglianza dei flussi di parti della linea di assemblaggio principale alla Cessna Aircraft a Wichita in Kansas. Frequentò poi Harvard per tre anni, 1951-53 e 1954-55, dove completò la sua tesi, che venne accettata dal suo professore Howard Mumford Jones. Nel 1953-54 insegnò a tempo pieno al Dartmouth come Intern Teaching della Ford Foundation. Nel 1955, entrò a far parte della facoltà di Storia della Cornell University, e durante il suo primo anno di insegnamento, dovette apportare delle revisioni alla sua tesi per soddisfare le richieste di Frederick Merk del Dipartimento di Storia di Harvard.

### Carriera
Nel 1955, Davis entrò alla facoltà di storia della Cornell University e nel 1960, pubblicò diversi lavori sulla schiavitù e la sua influenza sulla cultura occidentale, così come aspetti della sua storia e movimenti di riforma negli Stati Uniti. Nel 1970, Davis si trasferì a Yale, dove insegnò fino al 2001. Nel 1998, fondò lo Yale Gilder Lehrman Institute per lo studio della schiavitù, della resistenza e dell'abolizione e lo diresse fino al 2004.

### Matrimonio
Davis ebbe tre figli dal suo primo matrimonio: Jeremiah Jonathan Davis, Martha Davis Beck, e Sarah Brion Davis. Sposò poi Toni Hahn Davis il 9 settembre 1971, attualmente Decano Associato per gli alumni e gli affari pubblici presso la Yale Law School. Da lei ebbe due figli, Adam e Jeffrey Noah Benjamin.

### Davis storico
Strumentali alla decisione di Davis di diventare uno storico sono state le sue esperienze durante la fase post-bellica in Germania. Lì incontrò molti dei problemi che coinvolgono il male morale e il razzismo, che avrebbe dominato la sua attività di docente. Tra i suoi ricordi più vivi vi era la sua cattura, a Mannheim, di una guardia polacca, che aveva violentato una bambina tedesca di sei anni, trasmettendole la gonorrea.
Diversi eventi che coinvolgevano il conflitto razziale emersero nelle sue lettere e nelle memorie. Su una nave per trasporto truppe, in rotta per la Germania, gli venne dato uno sfollagente con l'ordine di fare in modo che le truppe di colore presenti a bordo della nave - fino ad allora non si era accorto che c'erano circa 2.000 soldati di colore sotto il ponte - "non praticassero il gioco d'azzardo.". Il fatto lo colpì, pensando che quella assomigliasse alla stiva di una nave negriera. Successivamente ebbe modo di assistere ad uno scontro armato tra bianchi e neri, fra le truppe statunitensi fuori da un locale di divertimento. Come scrisse più tardi, i primi anni di occupazione americana della Germania furono come «...un microcosmo delle lotte razziali e dei diritti civili che dominarono gli Stati Uniti negli anni 1950 e 1960», concedendo alle truppe afro-americane una libertà razziale che non avevano mai sperimentato in patria, mettendo a nudo il "razzismo semi-fascista" di molti ufficiali e militari di truppa bianchi.
In una lettera ai suoi genitori, datata 9 ottobre 1946 e portante il timbro postale di Stoccarda, espresse il suo primo interesse per la storia:
(David Brion Davis)
(David Brion Davis)
In un saggio fondamentale sulla American Historical Review del 1968 dal titolo Alcune indicazioni recenti nella storia culturale americana, Davis ha invitato gli storici a dedicare maggiore attenzione alla dimensione culturale per migliorare la comprensione delle controversie sociali, politiche decisionali e di espressione letteraria. In un momento in cui la storia sociale era in ascesa, e la storia culturale veniva associata allo studio delle arti, il gusto e la cultura popolare, e la storia intellettuale, allo studio di idee astratte in gran parte divergenti da specifici contesti sociali, si appellò ad una storia che si concentrasse sulle convinzioni, sui valori, paure, aspirazioni ed emozioni.
La sua tesi, Homicide in American Fiction (1957), che trattava omicidi visti dal punto di vista giuridico, psicologico e religioso dal punto di vista della responsabilità personale, sulla natura e le origini del male, e delle anomalie mentali ed emotive, anticipò le tematiche della nuova storia culturale e del neo-storicismo. Situando la letteratura popolare e canonica in un contesto di evoluzione in psichiatria, giurisprudenza, filosofia morale e teologia, Davis esplorò le intricate connessioni tra lo sviluppo intellettuale e l'evoluzione delle concezioni dell'inconscio; fenomeni sociali, come ad esempio i ruoli mutevoli e lo stato delle donne, e le "libere galleggianti" fantasie della letteratura, in cui gli autori elaboravano, a livello immaginativo, le conseguenze di queste trasformazioni sociali e intellettuali.
Nelle successive opere di storia culturale americana, tra cui The Slave Power Conspiracy and the Paranoid Style (1970), The Fear of Conspiracy: Images of Un-American Subversion from the Revolution to the Present (1971), Antebellum American Culture (1979), Revolutions: Reflections on American Equality and Foreign Liberations (1990) e The Boisterous Sea of Liberty (1999), Davis ha sottolineato l'importanza della dimensione culturale nella comprensione degli Stati Uniti, la politica e la società.
In The Slave Power Conspiracy and the Paranoid Style (1969) e in The Fear of Conspiracy (1971), Davis esplora il ruolo svolto nella storia americana dai timori di cospirazione e sovversione. Egli mette in evidenza la tendenza americana a cercare i nemici sovversivi e di costruire pericoli terribili da prove frammentarie e altamente indiziarie. In Revolutions: Reflections on American Equality and Foreign Liberations (1990), analizza le risposte delle fortemente ambivalenti rivoluzioni straniere - dalla celebrazione estatica di popoli stranieri che abbracciano gli ideali americani di autogoverno democratico contro le paure apocalittiche di sovversione straniera. Oltre a chiedersi come una nazione forgiata nella rivoluzione è potuta diventata, nel XX secolo, "leader mondiale contro le rivoluzioni popolari", egli guarda a come le rivoluzioni straniere a volte ampliano e a volte restringono le possibilità di riforma domestica.
Antebellum American Culture (1979), è il suo sguardo panoramico al discorso culturale che circonda etnia, genere, famiglia, razza, scienza, ricchezza e potere nel periodo pre-guerra civile negli Stati Uniti, avanzando la tesi che la cultura americana ha bisogno di essere compresa in termini di una continua "guerra morale civile". Diversi gruppi di americani discussero «...ciò che stava accadendo, chi stava facendo cosa, cosa temere e per chi combattere». Egli suggerisce che un gruppo relativamente piccolo di scrittori del nord-est, predicatori, e riformatori, negli Stati Uniti del XIX secolo, alla fine riuscirono a definire un insieme norme, per la classe media, in materia di istruzione, gusto, ruoli sessuali, sensibilità e rispettabilità morale.

### Studio della schiavitù
Lo storico Ira Berlin, dell'Università del Maryland, ha scritto che «nessuno studioso ha svolto un ruolo più importante per ampliare la comprensione di come la schiavitù contemporanea ha segnato la storia degli Stati Uniti, nelle Americhe e nel mondo, come fatto da David Brion Davis.»
In una serie di libri, riferimenti, articoli e conferenze, Davis si è spostato al di là di una visione della schiavitù che si concentra sull'istituzione nelle singole nazioni volgendosi ad osservare il "quadro generale", l'idea multinazionale delle origini, lo sviluppo e l'abolizione della schiavitù nel Nuovo Mondo. Egli dimostra la centralità della schiavitù nella realizzazione del mondo moderno, la costruzione di moderne concezioni di razza, e la creazione di economie dinamiche nel Nuovo Mondo. La vedeva come parte della nascita del primo sistema al mondo di produzione multinazionale per quello che è emerso come un mercato di massa, un mercato per lo zucchero, tabacco, caffè, coloranti, riso, canapa e cotone, merci tutte prodotte dal lavoro degli schiavi. Inoltre, egli descrive la schiavitù come un tema centrale nella storia americana, modellando il significato e l'esito della rivoluzione americana, la creazione della Costituzione degli Stati Uniti, la crescita dei partiti politici concorrenti  e i conflitti crescenti che portarono alla guerra civile.

### Anti-schiavitù
Nella sua attività di insegnante, Davis ha affrontato la questione centrale del perché le prime proteste collettive emersero contro la schiavitù solo fra la metà e fine del XVIII secolo, anche se questa istituzione esisteva dal periodo preistorico. Centrale nella sua interpretazione era la comprensione culturale del peccato. A lungo considerata come parte dell'ordine naturale voluto da Dio e come una pena per il peccato, la schiavitù iniziò ad essere vista come un oltraggio alla benevolenza umana, un deterrente alla crescita economica, e come l'incarnazione stessa del peccato. Una convergenza di forze, tra cui una crisi all'interno della Società degli Amici precipitata dalla Guerra dei Sette Anni e la crescita della religione evangelica e del pensiero illuminista, contribuì alla crescita improvvisa del sentimento antischiavista.
Davis si chiese anche perché l'antischiavismo divenne un movimento di massa in Gran Bretagna in un momento di reazione politica nella società. La sua risposta si concentrò sui modi antischiavisti che contribuirono a legittimare un'ideologia emergente di lavoro libero.

### Allievi
Davis ha insegnato a più di una generazione di studenti, e consigliato molti dottorandi, tra i quali premiati storici come Edward Ayers, Karen Halttunen, TJ Jackson Lears, Steven Mintz, Lewis Perry, Joan Shelley Rubin, Jonathan Sarna, Babara Savage, Amy Dru Stanley, Christine Stansell, John Stauffer e Sean Wilentz. I suoi allievi lo hanno onorato con due lavori: Moral Problems in American Life (1998), di Karen Halttunen e Lewis Perry e The Problem of Evil: Slavery, Freedom, and the Ambiguities of Reform (2007), di Steven Mintz e John Stauffer.

### Pensatore morale
Nella sua carriera di docente, Davis si è preoccupato di questioni del male, dall'omicidio alla schiavitù e al razzismo. Egli ha analizzato le circostanze storiche e le ideologie che hanno dato origine ai più grandi orrori della storia. Ha cercato di capire i modi e le culture che hanno "demonizzato" gli "altri", la burocratizzazione della schiavitù, e il rapporto tra violenza collettiva e gli ideali utopici e messianici.
Come studioso e insegnante ha sostenuto una concezione della storia costruita intorno a cinque impegni fondamentali. Il primo è quello di storia con una dimensione morale. Egli considera la storia come una impresa morale, che cerca di capire le circostanze che permettono che il male accada, come le persone morali e intelligenti abbiamo potuto partecipare alla realizzazione dei più orrendi mali morali e come in certi momenti storici gli individui erano in grado di elevarsi al di sopra della loro situazione e di espandere la coscienza morale. Nel suo insegnamento si è concentrato su varie forme di oppressioni, sottili ma evidenti, e il modo in cui queste sono state razionalizzate e mascherate.
Un secondo impegno è quello di una concezione della cultura come processo - un processo che coinvolge conflitti, resistenza, invenzione, alloggio, appropriazione, e, soprattutto, il potere, compreso il potere delle idee. La cultura, a suo avviso, comporta una cacofonia di voci, ma anche le relazioni sociali che coinvolgono la gerarchia, lo sfruttamento, e la resistenza. Questa prospettiva ha portato molti dei suoi studenti a concentrarsi non sulle élite intellettuali, ma sui valori di schiavi, artigiani e donne della classe operaia, per esempio, e il modo in cui resistettero all'oppressione economica e culturale.
Un terzo impegno è la centralità delle idee. La sua è una storia che enfatizza la percezione e il significato, entrambi i significati che le persone davano a quel tempo, ed i significati attribuiti a posteriori. Presta attenzione soprattutto alle idee religiose, come la maggior parte della gente, nel corso della storia, hanno reso il senso del mondo e il loro posto in esso.
In un momento in cui l'egemonia della storia sociale era quasi completa, ha continuato a difendere l'importanza della storia intellettuale. Egli rifiutava l'idea che le idee devono essere trattate come liberi soggetti galleggianti che possono essere studiati senza riferimento al loro contesto sociale, economico e politico. Ma ha insistito che le idee sono indispensabili per lo studio del passato, perché gli esseri umani hanno una mente.
Il suo quarto impegno è verso il superamento del campanilismo delle storie nazionali. Solo attraverso il superamento dei confini dei continenti, nazioni, e il tempo, le persone possono capire come la storia degli Stati Uniti si inserisce nel processo di modernizzazione di grandi dimensioni. Solo collocando la storia degli Stati Uniti in una cornice più ampia multinazionale e vedere il "grande quadro", le persone possono comprendere più ampie questioni di potere e di sfruttamento, la costruzione di gare, e la natura e i limiti della riforma sociale.
Quinto e ultimo punto, Davis vede il problema della schiavitù come centrale per una comprensione approfondita del processo di modernità. La schiavitù non è solo indispensabile per la nascita di una società di consumo moderna e per la composizione e lo sviluppo del Nuovo Mondo, è stata anche collegata alla nascita di nuove nozioni di libertà e uguaglianza. Egli dimostra che la lotta contro la schiavitù faceva parte di una rivoluzione molto più ampia nella vita intellettuale e morale, dando origine a nuove concezioni di autonomia e di sfruttamento. Nel condannare la schiavitù, gli abolizionisti svilupparono nuove nozioni di contratti che radicalmente rimodellarono atteggiamenti verso la povertà, i rapporti di lavoro, la Bibbia e il matrimonio.

## Premi
- Anisfield-Wolf Book Award, 1967
- Premio Pulitzer, 1967 (The Problem of Slavery in Western Culture)[9]
- Mass Media Award, National Conference of Christians and Jews, 1967
- American Historical Association Albert J. Beveridge Award, 1975
- premio Bancroft, 1976 (The Problem of Slavery in the Age of Revolution, 1770–1823).
- National Book Award (The Problem of Slavery in the Age of Revolution, 1770–1823)[10]
- Presidential Medal, Dartmouth College, 1991
- Society of American Historians Bruce Catton Prize for Lifetime Achievement, 2004
- Kidger Award for Improving the Teaching of History, 2004
- Association of American Publishers Best Book in History Award 2006
- American Historical Association Scholarly Achievement Award, 2007
- Connecticut Book Award for Nonfiction, 2007
- Phi Beta Kappa Society Ralph Waldo Emerson Award, 2007
- Harvard University Centennial Medal of the Graduate School of Arts and Sciences, 2009[11]
- Association of American Publishers Excellence Award, 2010
- Yale University Phi Beta Kappa DeVane Teaching Award 2011

## Onorificenze
- Fulbright Senior Lecturer, American Studies Research Centre, Hyperabad, India, 1967
- Harmsworth Professor, Oxford University, 1969-1970
- French-American Foundation Chair in American Civilization, École des Hautes Études en Sciences Sociales, 1980-1981
- Fulbright Lecturer, Universities of Guyana and the West Indies, 1974
- Honorary Degree, Dartmouth College, 1977
- Honorary Degree, University of New Haven, 1986
- President, Organization of American Historians, 1988-1989
- Presidential Medal for Leadership and Achievement, Dartmouth College, 1991
- Honorary Degree, Columbia University, 1999
- Fellow, American Academy of Arts and Sciences
- Fellow, American Antiquarian Society
- Fellow, American Philosophical Society
- Fellow (corr.), British Academy

## Docenze
- Instructor, Dartmouth College, 1953-1954
- Assistant Professor, Cornell University, 1955-1958
- Associate Professor, Cornell University, 1958-1963
- Ernest I. White Professor of History, Cornell University, 1963-1969
- Farnum Professor of History, Yale University, 1969-1978
- Sterling Professor of History, Yale University, 1978-2001
- Director, Gilder Lehrman Center for the Study of Slavery, Resistance, and Abolition, Yale University, 1998-2004

## Opere
- Homicide in American Fiction, 1798-1860: A Study in Social Values, Cornell University Press, 1957; paperback ed., 1968.
- The Problem of Slavery in Western Culture, Cornell University Press, 1966. History Book Club selection, 1967, paperback ed., 1969; Penguin British ed., 1970; Spanish and Italian translations; Oxford University Press, revised ed., 1988. A new Spanish edition appeared in 1996 and a Brazilian Portuguese edition in 2001. online edition from ACLS E-Books
- Ante-Bellum Reform (editor), Harper and Row, 1967.
- The Slave Power Conspiracy and the Paranoid Style, Louisiana State University Press, 1969. Paperback ed., 1982.
- Was Thomas Jefferson an Authentic Enemy of Slavery? (pamphlet), Oxford, Clarendon Press, 1970.
- The Fear of Conspiracy: Images of Un-American Subversion from the Revolution to the Present(editor). Cornell University Press, 1971; paperback ed., 1972.
- The Problem of Slavery in the Age of Revolution, 1770-1823, Cornell University Press, 1975; paperback ed., 1976. History Book Club and Book-of-the-Month Club alternate selections. Oxford University Press edition, with a new preface, 1999.
- The Great Republic, “Part III, Expanding the Republic, 1820-1860,” a two-volume textbook by Bernard Bailyn and five other historians; D.C. Heath, textbook, 1977. History Book Club selection, 1977. Second ed., wholly revised, 1981. Third ed., wholly revised, 1985. Fourth ed., wholly revised, 1992.
- Antebellum American Culture: An Interpretive Anthology,Antebellum American Culture: An Interpretive Anthology, D.C. Heath, 1979; new edition, Pennsylvania State Press, 1997.
- The Emancipation Moment (pamphlet), Gettysburg College, 1984.
- Slavery and Human Progress, Oxford University Press, 1984. History Book Club alternate selection. Paperback ed., 1986.
- Slavery in the Colonial Chesapeake (pamphlet), Colonial Williamsburg Foundation, 1986.
- From Homicide to Slavery: Studies in American Culture, Oxford University Press, 1986.
- Revolutions: Reflections on American Equality and Foreign Liberations, Harvard University Press, 1990. German translation, 1993.
- Co-author, The Antislavery Debate: Capitalism and Abolitionism as a Problem in Historical Interpretation, ed. Thomas Bender.” University of California Press, Berkeley, 1992.
- The Boisterous Sea of Liberty: A Documentary History of America from Discovery Through the Civil War, co-editor Steven Mintz, Oxford University Press, 1998.
- In the Image of God: Religion, Moral Values, and Our Heritage of Slavery, Yale University Press, 2001.
- Challenging The Boundaries Of Slavery, Harvard University Press, 2003.
- Inhuman Bondage: The Rise and Fall of Slavery in the New World, Oxford University Press, 2006